# Segona divisió B espanyola de futbol 2001-2002
Dades de la Temporada 2001-2002 de la Segona divisió B espanyola de futbol:

## Classificació dels clubs dels Països Catalans

### Grup 2
|         |                    | PJ | Pts | PG | PE | PP | GF | GC |
| ------- | ------------------ | -- | --- | -- | -- | -- | -- | -- |
|         | 1 FC Barcelona B   | 38 | 71  | 21 | 8  | 9  | 73 | 41 |
|         | 2 RCD Espanyol B   | 38 | 67  | 19 | 10 | 9  | 63 | 39 |
|         | 3 Real Zaragoza B  | 38 | 67  | 19 | 10 | 9  | 54 | 33 |
|         | 4 CE L'Hospitalet  | 38 | 65  | 19 | 8  | 11 | 66 | 34 |
| Ascens  | 5 Terrassa FC      | 38 | 63  | 18 | 9  | 11 | 51 | 36 |
|         | 6 Real Unión       | 38 | 59  | 17 | 8  | 13 | 40 | 37 |
|         | 7 UEA Gramenet     | 38 | 59  | 17 | 8  | 13 | 47 | 47 |
|         | 8 CE Mataró        | 38 | 58  | 16 | 10 | 12 | 60 | 48 |
|         | 9 UE Lleida        | 38 | 56  | 16 | 8  | 14 | 56 | 55 |
|         | 10 CD Logroñés     | 38 | 54  | 14 | 12 | 12 | 54 | 45 |
|         | 11 CA Osasuna B    | 38 | 48  | 12 | 12 | 14 | 39 | 37 |
|         | 12 CD Calahorra    | 38 | 48  | 13 | 9  | 16 | 44 | 50 |
|         | 13 UE Figueres     | 38 | 47  | 13 | 8  | 17 | 40 | 42 |
|         | 14 CE Sabadell FC  | 38 | 46  | 13 | 7  | 18 | 47 | 57 |
|         | 15 CE Binèfar      | 38 | 45  | 12 | 9  | 17 | 39 | 53 |
| Descens | 16 SD Beasain      | 38 | 44  | 11 | 11 | 16 | 43 | 61 |
| Descens | 17 Real Sociedad B | 38 | 42  | 11 | 9  | 18 | 38 | 57 |
| Descens | 18 SD Éibar B      | 38 | 38  | 9  | 11 | 18 | 29 | 48 |
| Descens | 19 SD Huesca       | 38 | 35  | 10 | 5  | 23 | 37 | 58 |
| Descens | 20 CD Alfaro       | 38 | 35  | 7  | 14 | 17 | 33 | 75 |

El Real Zaragoza B no va poder disputar la promoció d'ascens en haver descendit el Zaragoza a segona divisió.

### Grup 3
|         |                               | PJ | Pts | PG | PE | PP | GF | GC |
| ------- | ----------------------------- | -- | --- | -- | -- | -- | -- | -- |
|         | 1 Real Madrid CF B            | 38 | 80  | 24 | 8  | 6  | 63 | 31 |
|         | 2 Valencia CF B               | 38 | 69  | 20 | 9  | 9  | 55 | 27 |
|         | 3 Hèrcules CF                 | 38 | 64  | 17 | 13 | 8  | 65 | 37 |
|         | 4 Univ. Las Palmas CF         | 38 | 63  | 18 | 9  | 11 | 57 | 43 |
| Ascens  | 5 Getafe CF                   | 38 | 61  | 17 | 10 | 11 | 48 | 37 |
|         | 6 Alacant CF                  | 38 | 61  | 17 | 10 | 11 | 62 | 50 |
|         | 7 Novelda CF                  | 38 | 57  | 17 | 6  | 15 | 47 | 43 |
|         | 8 UD Lanzarote                | 38 | 57  | 16 | 9  | 13 | 50 | 47 |
|         | 9 CD Toledo                   | 38 | 55  | 14 | 13 | 11 | 42 | 30 |
|         | 10 Club Atlético de Madrid B  | 38 | 55  | 15 | 10 | 13 | 53 | 41 |
|         | 11 RSD Alcalá                 | 38 | 52  | 12 | 16 | 10 | 43 | 44 |
|         | 12 UB Conquense               | 38 | 51  | 13 | 12 | 13 | 43 | 47 |
|         | 13 CE Castelló                | 38 | 46  | 11 | 13 | 14 | 38 | 46 |
|         | 14 UD Pájara Playas de Jandía | 38 | 45  | 13 | 6  | 19 | 41 | 51 |
|         | 15 Talavera CF                | 38 | 43  | 9  | 16 | 13 | 34 | 47 |
|         | 16 AD Alcorcón                | 38 | 41  | 10 | 11 | 17 | 35 | 53 |
| Descens | 17 Benidorm CD                | 38 | 39  | 9  | 12 | 17 | 36 | 53 |
| Descens | 18 UD Vecindario              | 38 | 36  | 8  | 12 | 18 | 38 | 57 |
| Descens | 19 CE Onda                    | 38 | 36  | 10 | 6  | 22 | 44 | 73 |
| Descens | 20 CD Mensajero               | 38 | 25  | 6  | 7  | 25 | 30 | 67 |

## Classificació de la resta de grups
| Pos. | Club                   | Punts |
| ---- | ---------------------- | ----- |
| 1    | Barakaldo              | 79    |
| 2    | Cultural Leonesa       | 67    |
| 3    | Compostela             | 64    |
| 4    | Pontevedra             | 63    |
| 5    | Marino                 | 59    |
| 6    | Athletic Club B        | 56    |
| 7    | Amurrio                | 55    |
| 8    | Aurrerá Vitoria        | 54    |
| 9    | Lugo                   | 54    |
| 10   | Dep. Alavés B          | 52    |
| 11   | Ourense                | 50    |
| 12   | Gernika                | 49    |
| 13   | Celta B                | 49    |
| 14   | Ponteferradina         | 49    |
| 15   | Zamora                 | 48    |
| 16   | Gimnastica Torrelavega | 42    |
| 17   | Sporting Gijón B       | 41    |
| 18   | Real Oviedo B          | 46    |
| 19   | Caudal                 | 28    |
| 20   | Universidad Oviedo     | 26    |

| Pos. | Club             | Punts |
| ---- | ---------------- | ----- |
| 1    | Motril           | 77    |
| 2    | Ceuta            | 77    |
| 3    | Almería CF       | 73    |
| 4    | Mérida           | 64    |
| 5    | Ciudad de Murcia | 60    |
| 6    | Jerez            | 55    |
| 7    | Cádiz            | 54    |
| 8    | Real Betis B     | 53    |
| 9    | Écija            | 51    |
| 10   | Granada          | 50    |
| 11   | Sevilla B        | 45    |
| 12   | Cartagonova      | 44    |
| 13   | Zafra            | 44    |
| 14   | Algeciras        | 44    |
| 15   | Mallorca B       | 43    |
| 16   | Melilla          | 43    |
| 17   | Linense          | 42    |
| 18   | Dos Hermanas     | 40    |
| 19   | San Fernando     | 35    |
| 20   | Coria            | 30    |

## Resultats finals
- Campions: Barakaldo CF, Barcelona B, Real Madrid B i Motril
- Ascensos a Segona divisió espanyola de futbol: Terrassa, Compostela, Getafe CF i UD Almería
- Descensos a Tercera divisió: Sporting de Gijón B, Oviedo B, Caudal, Univ. Oviedo, Reial Societat B, Éibar B, SD Huesca, Alfaro, Benidorm, UD Vecindario, Onda, Mensajero, Linense, Dos Hermanas, San Fernando, Coria, Granada CF i Beasain

## Llegenda
PJ-partits jugats, PG-guanyats, PE-empatats, PP-perduts, GF-gols a favor, GC-gols en contra, Pts-punts
| Promoció d'ascens | Promoció de descens | Descens directe |

 Ascens de categoria
 Descens de categoria